# Kamala Harris
Kamala Devi Harris (Oakland, Kalifornia, 1964. október 20. –) amerikai demokrata politikus, az Amerikai Egyesült Államok 49. alelnöke Joe Biden elnöksége alatt, 2021-től 2025-ig. A történelem során azon kevés alelnökök közé tartozik, akik protokolláris feladatkörön túl közvetlenül is részt vesznek a döntéshozatalban, mivel a kiegyenlített szenátusban ő dönt.
A kaliforniai Oaklandben született, a Howard Egyetemen és a Kaliforniai Egyetemen végzett. Alameda megye kerületi ügyészeként kezdte karrierjét, mielőtt San Francisco főügyésze lett. 2010-ben megválasztották Kalifornia legfőbb ügyészének, amely pozíciót 2017-ig töltötte be. 2017 és 2021 között Kalifornia demokrata szenátora volt az Amerikai Egyesült Államok Szenátusában. A 2020-as elnökválasztáson indult a Demokrata Párt elnökjelöltségéért, de az előválasztás előtt visszalépett a versenytől. A demokraták elnökjelöltje Joe Biden lett, aki 2020 augusztusában őt választotta alelnökjelöltjének. 2020 decemberében a páros megnyerte a választást.
Ő az Egyesült Államok első női, első afroamerikai és első ázsiai-amerikai alelnöke. 2024. júliusi visszalépése után Joe Biden bejelentette, hogy Harrist fogja támogatni a Demokrata Párt jelölőgyűlésén az elnökválasztás előtt. Pár nappal később a párt feltételezett jelöltje is lett, de a 2024-es elnökválasztást végül elvesztette.

## Szülei és testvére

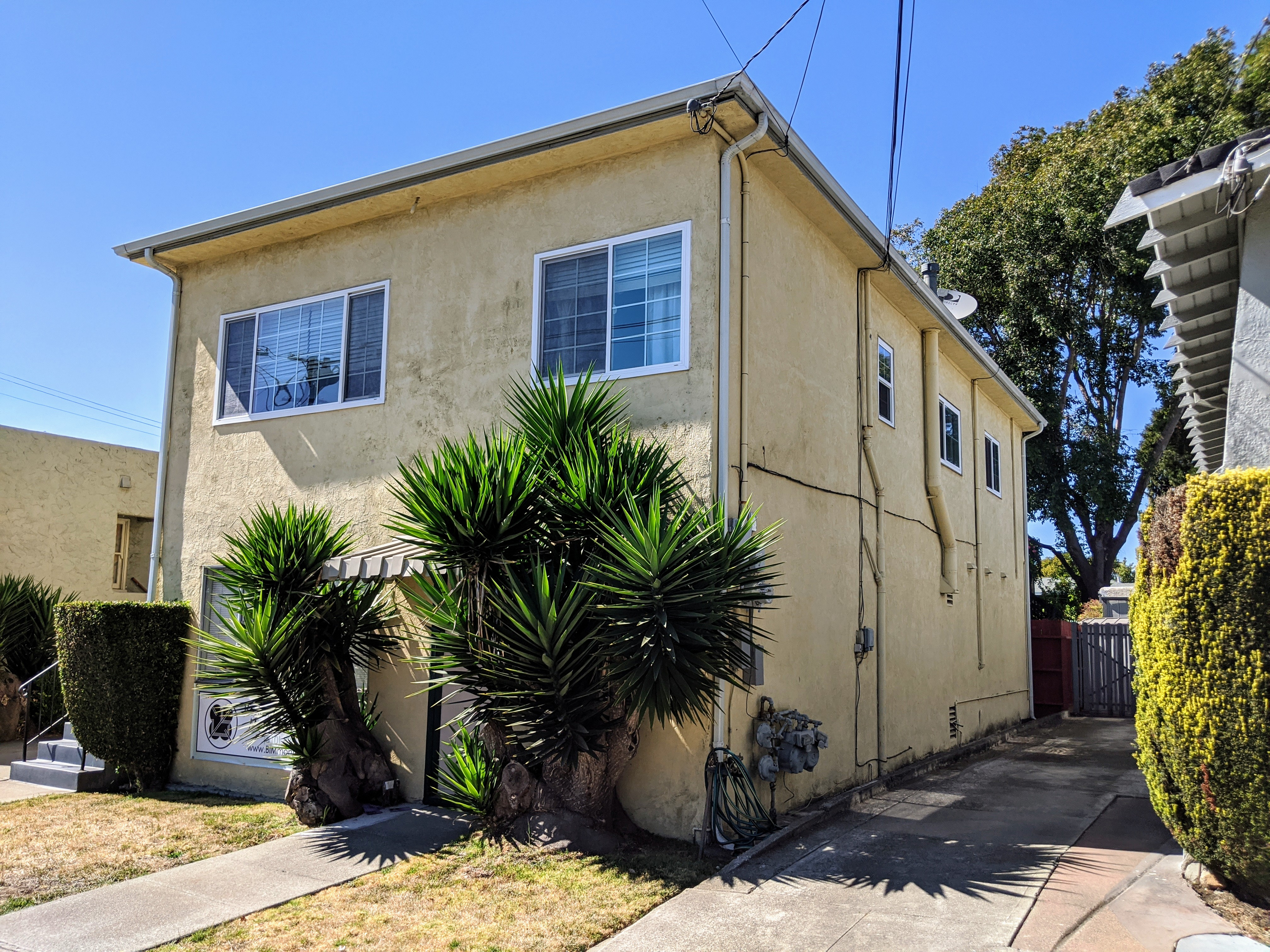
Harris gyermekkori otthona Berkeley-ben (Kalifornia)

Anyja, Shyamala Gopalan (1938–2009) Tamilnáduból (India) érkezett az Egyesült Államokba 1958 táján. Orvosbiológus volt, aki a mellrákkutatásban tevékenykedett, és ragaszkodott ahhoz, hogy lányainak a hindu mitológiából származó neveket adjon, hogy így segítsen megőrizni a kulturális identitásukat. Apja, Donald J. Harris (1938–) a Stanford Egyetem közgazdasági professzora, 1961-ben érkezett az országba Jamaicából.
Egy testvére van, Maya, akivel Berkeleyben nőttek fel.
Szülei származása miatt Kamala Harrisről elterjedt az a hamis állítás, hogy nem jogosult az amerikai elnök címre. Jogi szakértők szerint azonban nem igaz. Kamala Harris az Egyesült Államokban született, legalább 14 éve az országban él, és 35 éves is elmúlt – így megfelel az ezzel kapcsolatos jogi kritériumnak. Az, hogy szülei Kamala Harris születésekor milyen állampolgárok voltak, nem számít az alkalmasság megítélésekor. Ezek mellett gyakran terjednek róla olyan hírek is, hogy családja régen rabszolgatartó volt, erre komoly bizonyíték nincs. Ha a kijelentés igaz, akkor valószínű, hogy egyik afroamerikai felmenője nemi erőszak áldozata lett. Az időszakban elterjedt volt, hogy rabszolga-tulajdonosok rabszolgáikat szexuális kapcsolatra kényszerítették.

## Fiatalkora
Amikor elkezdte az óvodát, Berkeley-ben egy faji szegregáció megszüntetését támogató programot folytattak, amelynek kereteiben őt is áthelyezték a Thousand Oaks Általános Iskolába, amely akkoriban túlnyomórészt fehér gyermekek iskolája volt. Egyik szomszédjuk gyakran vitte a Harris-gyerekeket egy afroamerikai templomba, ahol tagjai voltak a kórusnak. Anyja mutatta be neki a hinduizmus világát és egy közeli hindu templomba járatta őket, ahol Harris esetenként énekelt. Gyakran látogatta anyai ági nagyszüleit Csennaiban (akkoriban Madrász). Elmondása szerint nagyban befolyásolták nagyanyja progresszív nézetei a nők jogairól és a demokráciáról. Jamaicai családját is meglátogatta korábban.
Szülei hétéves korában elváltak. Erről azt nyilatkozta, hogy mikor meglátogatták apjukat Palo Altóban hétvégenként, a környékbeli gyerekeknek nem volt szabad velük játszani, mert ők „színesbőrűek” voltak. Tizenkét éves korában Montréalba (Kanada) költöztek, mert anyja elfogadott egy kutatói-professzori állást a McGill Egyetemhez tartozó Zsidó Kórházban. 1982-ben folytatta tanulmányait a Howard Egyetemen, amely egy történelmileg fekete többségű egyetem Washingtonban. Gyakornok volt Alan Cranston szenátor alatt, elnöke a közgazdász társaságnak, és a vitacsapat vezetője volt. 1986-ban diplomázott politikatudomány és közgazdász szakon. Ezután visszatért Kaliforniába, és jogi szakra járt a Kaliforniai Egyetemen San Franciscóban. 1989-ben doktorált.

## Pályafutása

### 1990–2004: Kezdeti évek

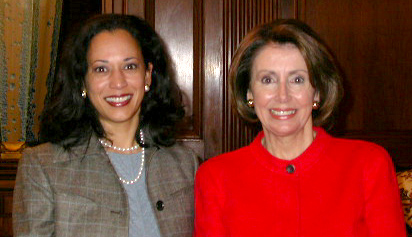
Kerületi ügyészként Nancy Pelosi képviselővel 2004-ben

1990-től 1998-ig helyettes ügyész volt Alameda megyében. 1994-ben tartott egy hat hónapos szünetet karrierjében. Állását akkori partnere, Willie Brown segítségével szerezte – kapcsolatuk gyakran téma volt a médiában.
1998 februárjában Terence Hallinan kinevezte San Francisco helyettes kerületi ügyészének. A bűnügyi osztály vezetője lett, ahol öt másik ügyész dolgozott alatta. A csoport gyilkosságokkal, betörésekkel, lopásokkal és szexuális zaklatások ügyeivel foglalkozott. 2000-ben nézeteltérései voltak Hallinan asszisztensével, ezért kilépett hivatalából.
2000 augusztusában állást kapott a San Franciscó-i városházán, ahol a város főügyésze, Louise Renne alatt dolgozott, és gyermekbántalmazási ügyekkel foglalkozott. Renne támogatta Harrist főügyészi kampánya során.

### 2004–2011: San Francisco főügyésze
2002-ben Hallinan és Bill Fazio ellen indult a pozícióért. Harris és Hallinan jutott tovább az előválasztásról. Egyik kampányígérete az volt, hogy soha nem fog alkalmazni halálbüntetést. Támogatói között volt Willie Brown, Dianne Feinstein szenátor, Aaron McGruder, Eddie Griffin és Chris Rock. Hallinan hivatali teljesítményét támadta, illetve alkalmatlanságát, hogy kezelje a város fegyverproblémáját. A szavazatok 56%-át szerezte meg, amivel az első afroamerikai főügyész lett.
2007-ben már ellenfél nélkül indult a pozícióért.

#### Közbiztonság

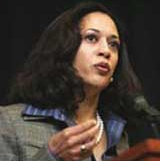
Harris főügyészi évei közben

##### Nem erőszakos bűncselekmények
Harris alatt a főügyészi iroda több mint 1900 embert ítélt el marihuánával kapcsolatos bűncselekmények miatt. Hallinanhez képest az elítélések aránya sokkal magasabb volt, viszont a börtönbüntetések száma sokkal alacsonyabb. Marihuána birtoklásért nem szabtak ki börtönbüntetést. 2018-ban Gascón bejelentette, hogy visszamenőleg 1975-től minden marihuánaesetre  alkalmazni fogja a kaliforniai felnőttkori marihuánahasználatról szóló törvényt, hogy egyenlő feltételeket teremtsen a marihuána kriminalizálása által hátrányosan érintettek számára. Partnerként működött együtt a Code for America-val, egy nonprofit szervezettel, amely elindított egy nemzeti mozgalmat, amelynek eredményeként országszerte több tucat városban törölték el a marihuánával kapcsolatos ítéleteket.

##### Erőszakos bűncselekmények
A 2000-es évek elején San Francisco gyilkossági rátája a nemzeti átlag felett volt. A hivatalának első hat hónapjában huszonhét gyilkossági ügyet vitt végig. 2004 és 2006 között 87%-os elítélési aránya volt a gyilkosságok között és 90% a fegyveres bűncselekmények között.
Amikor 2004-ben San Franciscó-i kerületi ügyész lett, hivatala kezdetén átadtak neki egy nagy iratgyűjteményt, amelyet elődje gyűjtött össze a katolikus egyházon belüli gyermekbántalmazási esetekről. Annak ellenére, hogy az áldozatok többször is megpróbálták felhasználni az aktákat a bántalmazóik elleni vádemelésre, Harris megtagadta az együttműködést. Amikor a gyermekbántalmazás túlélői felhívták a hivatalát, munkatársai azt mondták nekik: „A hivatali szabályzat az, hogy nem tudunk önnek segítséget nyújtani.”
Harris létrehozta a gyűlölet-bűncselekmények elleni egységet, amely LMBT-gyermekek és tinédzserek védelméért dolgozott. 2006 elején Gwen Araujót, egy 17 éves transznemű lányt meggyilkolt két férfi, akik a „meleg pánik védekezést”  használták fel védelmükre, mielőtt elítélték volna őket gyilkosságért. Harris küzdött a „meleg pánik” jogi felhasználása ellen.
2007 augusztusában Harris támogatott egy javaslatot, amely betiltotta volna a fegyverbemutatókat a Cow Palace-ban az illegális fegyvereladások miatt. Bár a törvényjavaslat elakadt, a helyi ellenállás a bemutatókkal szemben egészen addig tartott, amíg a Cow Palace igazgatósága 2019-ben meg nem szavazta a jövőbeli fegyverbemutatókat tiltó nyilatkozatot.

#### Halálbüntetési reform
Harris véleménye szerint az életfogytiglani börtönbüntetés feltételes szabadlábra helyezés nélkül jobb és pénzügyileg is hatásosabb, mint a halálbüntetés. Állítása szerint a spórolt pénzösszegből a város ezer új rendőrt tudott volna munkába állítani.
Kampánya során megígérte, hogy nem fog halálbüntetést alkalmazni. Miután Isaac Espinoza rendőrt meggyilkolták 2004-ben, Dianne Feinstein, Barbara Boxer, Jerry Brown és a városi rendőrség is kérte, hogy változtassa meg álláspontját, amibe nem egyezett bele. (A szavazók 70%-a támogatta Harris döntését.) Mikor Edwin Ramos, egy illegális bevándorló megölt egy férfit és két fiát 2009-ben, Harris életfogytiglani börtönbüntetést kért rá, feltételes szabadlábra helyezés lehetősége nélkül, amit Gavin Newsom kormányzó is támogatott. 2014-ben egy kaliforniai szövetségi bíró alkotmányellenesnek nyilvánította a halálbüntetést, Harris fellebbezett a döntés ellen. Azt állította, hogy a szövetségi bíró döntése a halálbüntetés törvényen kívül helyezéséről „aláássa a bíróságaink által a vádlottak számára biztosított fontos védelmet.”
Harris megtagadott egy DNS-tesztet, amely valószínűleg felmentette volna Kevin Coopert, egy gyilkossággal vádolt fekete férfit, aki a vádak szerint baltával gyilkolt meg egy fehér családot. Miután a The New York Times leleplezést írt az esetről, Harris hirtelen megváltoztatta álláspontját, és kiállt a tesztelés mellett.

### 2011–2017: Kalifornia legfőbb ügyésze

#### Választások

##### 2010
Majdnem két évvel a 2010-es választások előtt Harris bejelentette, hogy tervez indulni a legfőbb ügyészi pozícióért, azon kitétellel, hogy Jerry Brown nem fogja újra megpályázni a pozíciót. Brown helyette kormányzói pozícióért indult, és Harris támogatói között sok prominens demokrata volt, Dianne Feinstein és Barbara Boxer szenátorok, Nancy Pelosi, a Képviselőház elnöke, Dolores Huerta és Los Angeles polgármestere, Antonio Villaraigosa is. 2010. június 8-án az előválasztáson a szavazatok 33,6%-ának megszerzésével legyőzte Alberto Torricót és Chris Kellyt.
A választáson Steve Cooley ellen indult. November 2-án tartották a választást, Cooley november 25-én ismerte el vereségét. Harris beiktatására 2011. január 3-án került sor. Ezzel ő lett az első afroamerikai és dél-ázsiai-amerikai nő az állam történetében, aki a legfőbb ügyészi pozícióba került.

##### 2014
Harris 2014 februárjában jelentette be, hogy indulni fog az újraválasztásért. 2014. november 4-én legyőzte Ronald Gold republikánus jelöltet a szavazatok 57,7%-ával.

#### LMBT-jogok
Főügyészként támogatta, hogy minden transznemű személy, akinek szüksége van az állam segítségére (beleértve börtönben lévő személyeket), nemi megerősítő műtétekben részesülhessenek.

##### A „Prop 8” ellenzése
2008-ban a kaliforniai szavazók megszavazták az állam alkotmányának módosítását (röviden „Prop 8”, a 8. alkotmánymódosítás, ún. proposition), miszerint házasság csak egy férfi és egy nő között érvényes. Elfogadása után rögtön jogilag megtámadták, és több homoszexuális pár is beperelte az államot. A 2010-es kampányukban Jerry Brown és Harris is megígérte, hogy nem fogja megvédeni a Prop 8-at.
Miután megválasztották, Harris ismételten kijelentette, hogy az irodája nem fog az azonos neműek házasságának tiltása mellett kiállni. 2013 februárjában Harris amicus curiae levelet nyújtott be, azzal érvelve, hogy a Prop 8 alkotmányellenes és a támogatóinak nincsen jogi alapjuk (locus standi), hogy Kalifornia érdekeit képviseljék a szövetségi bíróságon. 2013 júniusában a Legfelsőbb Bíróság 5–4 arányban elutasította a javaslatot.

##### A „meleg- és transzpánik” tiltása
2014-ben Harris támogatott egy javaslatot, hogy megtiltsák az ún. „meleg- és transzpánik”-ra való hivatkozást, mint jogi érvet a védelem részéről a bíróságokon, amikor arra hivatkoznak, hogy a többségitől eltérő szexuális megnyilvánulás (pl. azonos neműek csókolózása) a védencben olyan mértékű „pánikot” váltott ki, ami miatt agresszív tettét nem tudta kontrollálni. Kalifornia állama elfogadta ezt, amellyel az első állam lett az Egyesült Államokban, amely tiltja, hogy a bíróságon erre hivatkozzon a védelem.

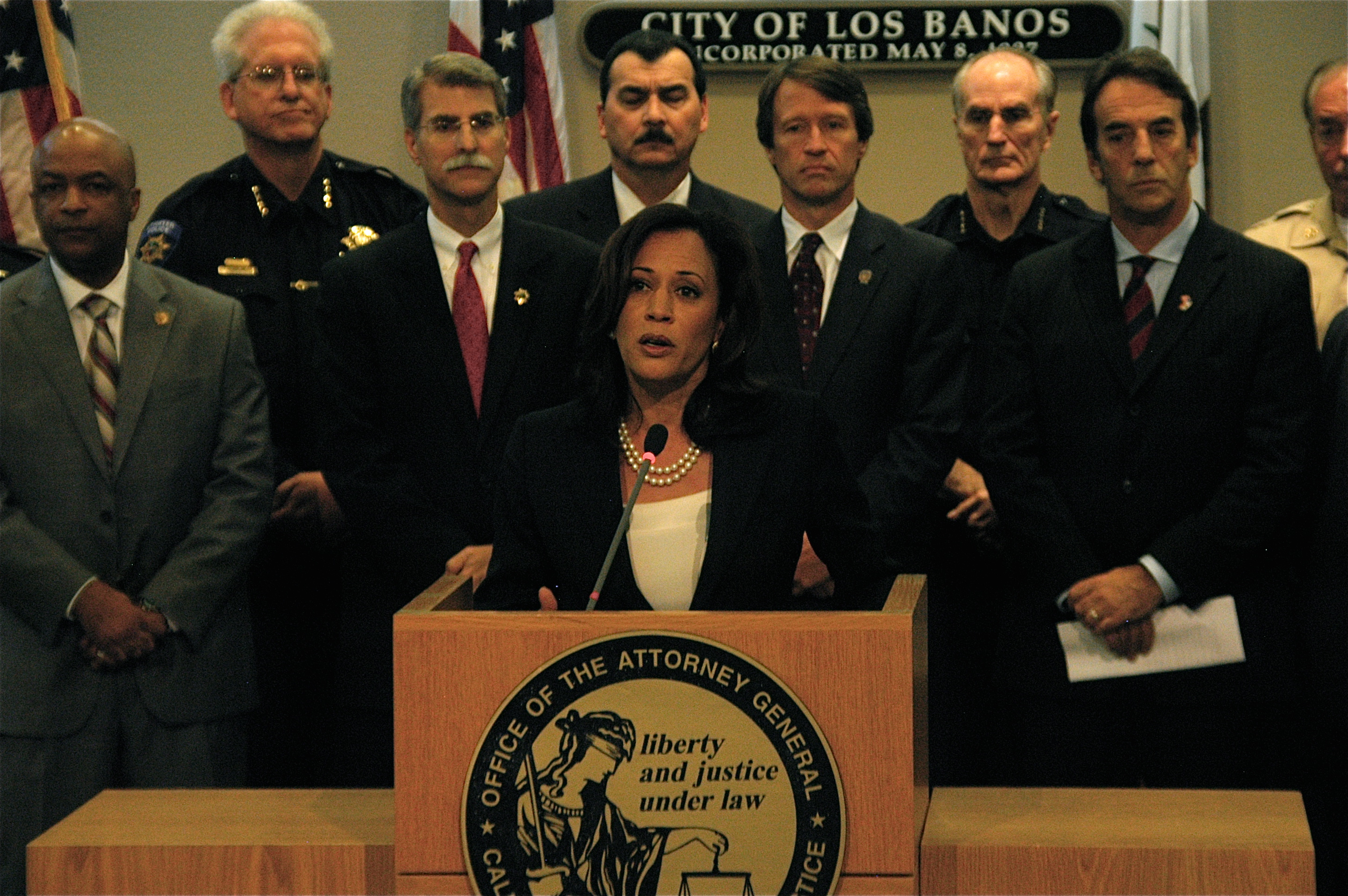
Harris bejelenti 101 bűnöző letartóztatását

#### Közbiztonság
Harris alatt több nagyobb nyomozást is végeztek nemzetközi bűnszervezetek után kábítószer-kereskedelemért és ‑csempészetért. Elkobzások (drog, fegyverek, pénz) és letartóztatások gyakoriak voltak, nyomoztak többek között a Tijuana kartell, a Nuestra Familia és a Crips (2015) után is. 2012-ben aláírt egy megegyezést Mexikó legfőbb ügyészével, Marisela Moralesszel, hogy együttműködjenek az ilyen szervezetek leleplezésében. 2012-ben elfogadtak két törvényjavaslatot, amelyet Harris írt, hogy az emberkereskedelem ellen küzdjenek.
2014 elején Harris készített egy jelentést a drogok, fegyverek, pénzmosás és emberkereskedelem szerepéről mexikói drogkartellek, az Armenian Power és az MS–13 köreiben. Később ugyanebben az évben Mexikóvárosba utazott egy kétpárti delegációval, hogy tárgyaljanak a nemzetközi bűnszervezetek ügyében. Itt többek között Mexikóból, az Egyesült Államokból és Salvadorból gyűltek össze képviselők.

#### Vagyonelkobzás
Harris hivatali ideje során 2015-ben támogatott egy törvényjavaslatot, ami engedélyezte volna ügyészek számára az illegálisan szerzett bevételek befagyasztását, akár vádemelés előtt is.

### 2017–2021: Az Egyesült Államok Szenátusában

Harris 2016-os kampánylogója

#### Választások
Több mint 20 évnyi szenátusi szolgálat után Barbara Boxer szenátor bejelentette, hogy nem indul az újraválasztásért 2016-ban. Harris egy héten belül bejelentette a jelöltségét. A kampányának kezdete óta őt tartották esélyesnek.
2016 februárjában Harris elnyerte a Demokrata Párt szavazatainak a 78%-át és ezzel a jelöltséget. Három hónappal később Jerry Brown kifejezte támogatását, amihez júliusban Barack Obama elnök és Joe Biden alelnök is csatlakozott. A június 7-i előválasztáson a szavazatok 40%-át nyerte el. A demokrata Loretta Sanchez volt az egyetlen ellenfele a kongresszusi választáson. 1914 óta ez volt az első szenátusi választás Kaliforniában, amin nem indult republikánus jelölt.
Harris a szavazatok 60%-át megszerezve legyőzte Sanchezt. Győzelme után megígérte, hogy megvédi a bevándorlókat Donald Trump megválasztott elnök irányelveitől, és hogy 2016 végéig legfőbb ügyész fog maradni.

#### Szenátusi évek

##### 2017

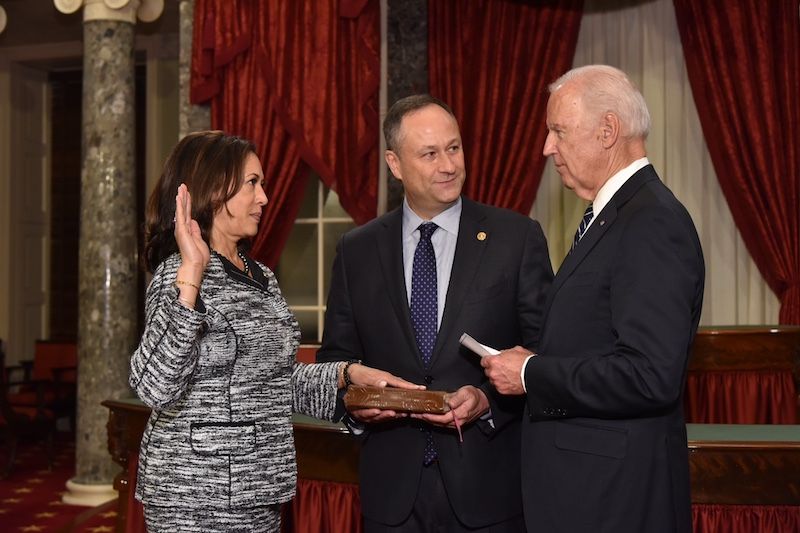
Kamala Harris, Douglas Emhoff és Joe Biden (balról jobbra) Harris szenátori beiktatásán

Január 28-án, amikor Donald Trump aláírta az Executive Order 13769-et, amellyel több muszlim országból is megtiltotta a beutazást az Egyesült Államokba, Harris elítélte a rendeletet és „muszlim tiltás”-nak nevezte.
Februárban felszólalt Betsy DeVos és Jeff Sessions jelölése ellen (a Trump-kormány oktatási minisztere és főügyésze pozíciókba). Március elején felszólította Sessionst, hogy mondjon le, miután kiderült, hogy kétszer is beszélt az orosz nagykövettel, Szergej Kiszljakkal.
Áprilisban Harris Neil Gorsuch jóváhagyása ellen szavazott mint a Legfelsőbb Bíróság egyik bírója. Később ugyanebben a hónapban elutazott a Közel-Keletre, hogy meglátogasson kaliforniai katonákat és menekülttáborokat Irakban és Jordániában.
Júniusban kikérdezte Rod Rosenstein helyettes főügyészt arról, hogy milyen szerepe volt a Szövetségi Nyomozóiroda igazgatója, James Comey kirúgásában. Kérdésének vádló hangszíne miatt John McCain szenátor és Richard Burr megkérte, hogy legyen több tisztelettel a tanú irányába. Ugyanezen témában kérdezte Jeff Sessionst is egy héttel később, majd azzal vádolta Burrt, hogy szexista volt vele szemben és a Szenátus férfi tagjaival szemben nem viselkedett volna úgy, mint vele.
Decemberben Harris lemondásra szólította fel Al Frankent, mert „szexuális zaklatás sehol se elfogadható”.

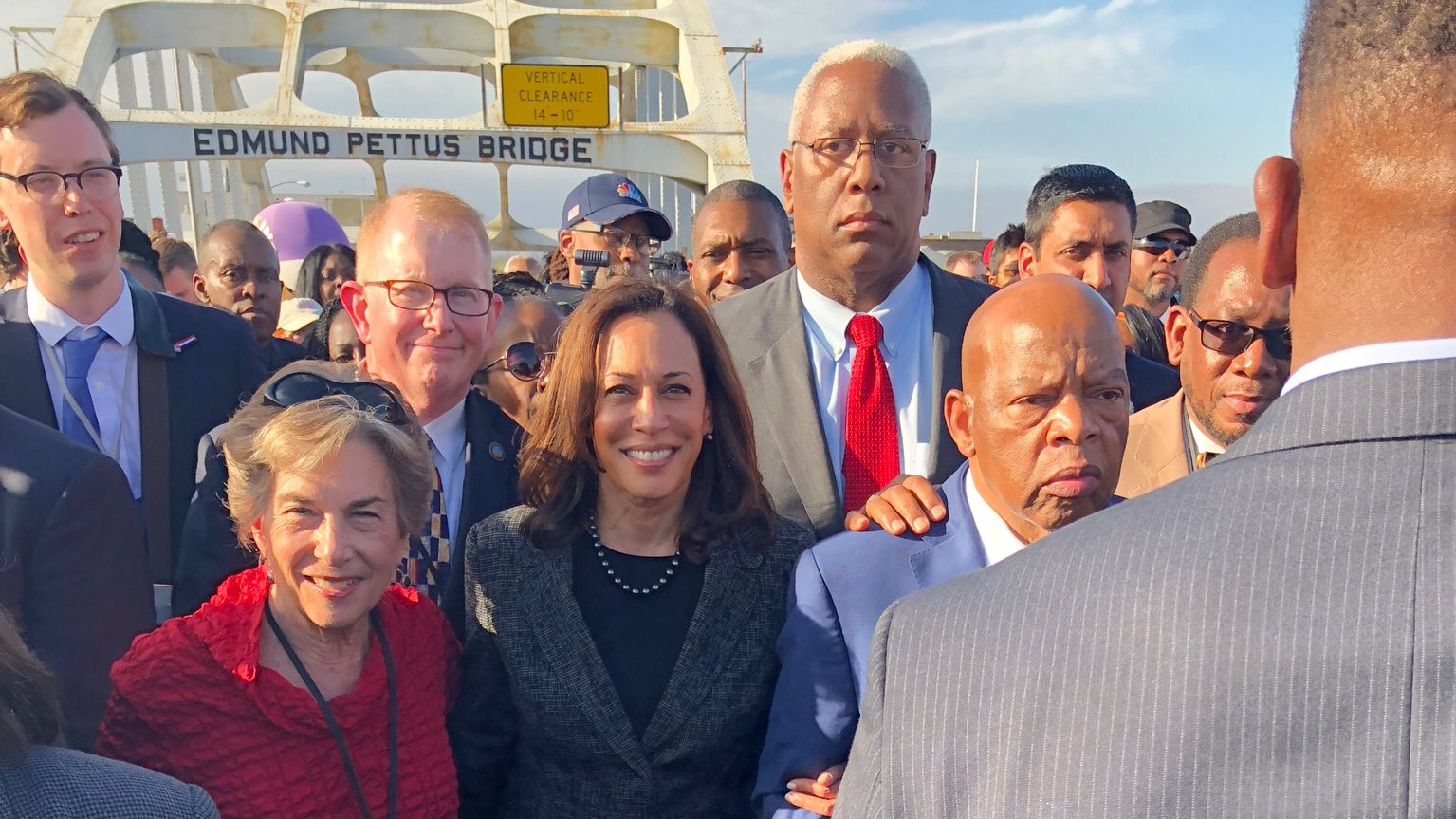
Kamala Harris Selmában John Lewisszal (jobbra) 2018-ban

##### 2018
Januárban Harrist kinevezték a Szenátus bírósági bizottságába Al Franken lemondása után. Később a hónapban Harris kikérdezte Kirstjen Nielsen belbiztonsági minisztert, hogy miért preferálja a norvég bevándorlókat mások ellenében, és hogy-hogy nem tudta, hogy Norvégia túlnyomórészt „fehér” ország.
Májusban Harris ismételten kikérdezte Nielsent, ezúttal a Trump-adminisztráció családszétválasztási elveiről, amely alatt gyermekeket elszakítottak szüleiktől, akik illegálisan érkeztek az országba. Miután júniusban meglátogatta az egyik ilyen fogdát San Diego közelében, Harris elsőként követelte Nielsen lemondását.
Szeptemberben és októberben Harris kikérdezte Brett Kavanaugh-t a Legfelsőbb Bírósági meghallgatásán egy esetről, amelynek részeként találkozott a Marc Kasowitz, Donald Trump ügyvédje által alapított cég egyik munkatársával, amelyre Kavanaugh többször se tudott válaszolni és terelt. Szintén kiemelte, hogy az FBI igazgatója nem vette figyelembe a Kavanaugh-val szembeni szexuális zaklatási vádakat. A kinevezése ellen szavazott.
Célpontja volt egy levélbomba-támadásnak, amely 2018 októberében történt Sacramentóban.
Decemberben a Szenátus elfogadta a a lincselés áldozatai számára nyújtott igazságszolgáltatásról szóló törvényjavaslatot, melyet Harris is támogatott, viszont ezt a Képviselőház nem fogadta el.

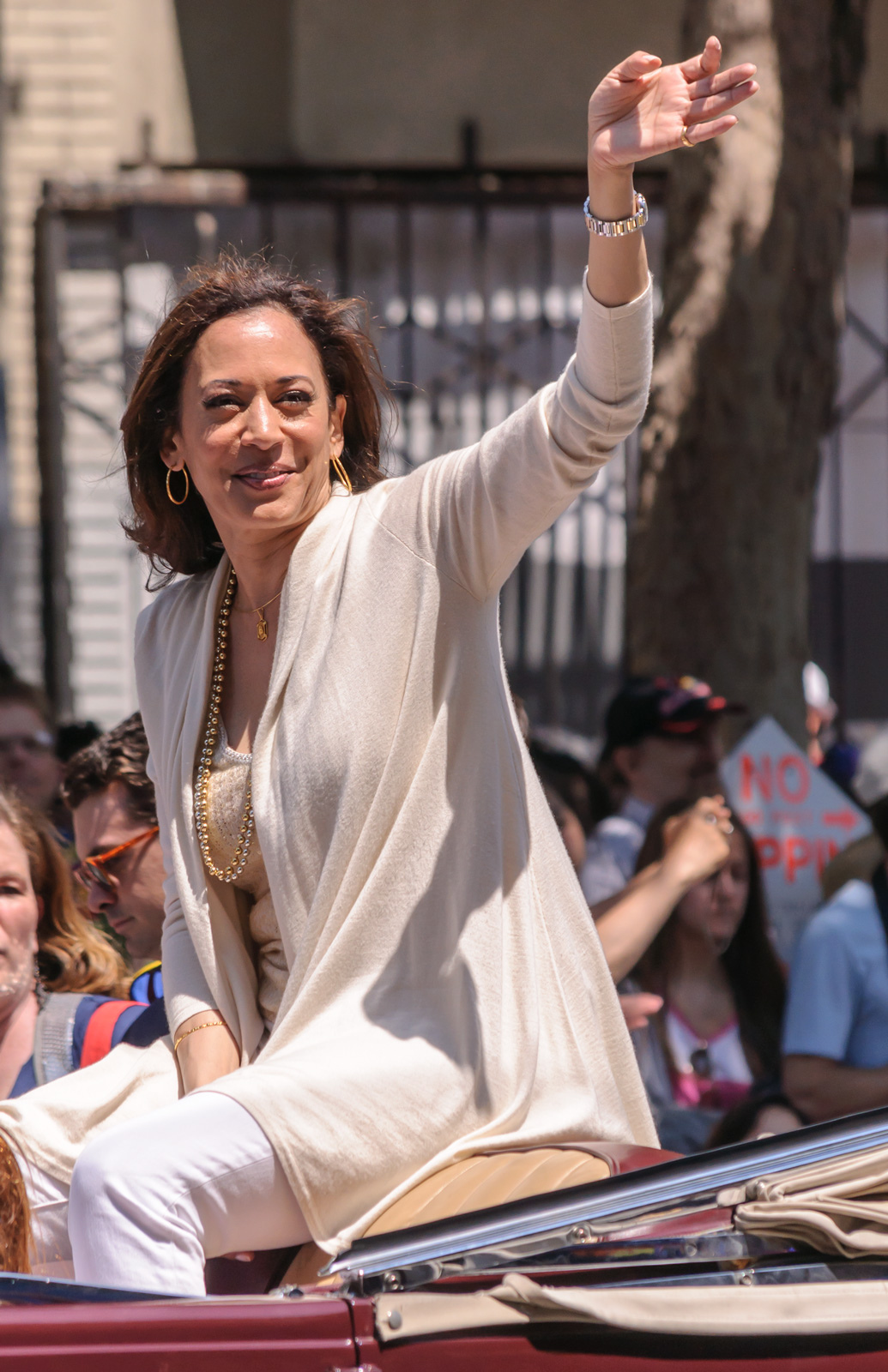
Harris a San Franciscó-i Pride felvonuláson, 2013

##### 2019
2019 márciusában Robert Mueller leadta a jelentését az orosz befolyásról a 2016-os elnökválasztáson. Harris felszólította William Barrt, hogy jelenjen meg a Kongresszus előtt. Két nappal később Barr kiadott egy négyoldalas összefoglalót, amely tudatosan átírta a jelentés következtetéseit. A hónap végén Harris volt a tizenkét demokrata szenátor egyike, akik aláírtak egy levelet, amelyben kértek egy nyomozást annak megállapítására, hogy Barr következtetései félrevezetők voltak-e. Barr 2019. május 1-jén tanúskodott a Szenátus előtt.
2019 júliusában Kirsten Gillibranddel együtt kérte a Trump-kormányt, hogy vizsgálják ki a Kínai Kommunista Párt népirtását az ujgurok ellen. Ebben támogatta Marco Rubio is.
Amikor az igazságszolgáltatási reformról kérdezték, azt válaszolta, hogy megszüntetné az illegális határátkelők fogvatartására létrehozott létesítményeket és a magánbörtönöket. Harris azt is mondta, hogy támogatja a határőrség finanszírozásának csökkentését.
2019 novemberében nyomozást kért Roxsana Hernández transznemű bevándorló nő haláláról, aki az ICE egyik fogdájában halt meg.
Decemberben vezetésével egy csoport demokrata szenátor Stephen Miller eltávolítását követelték a Fehér Házból azok után, hogy kiderült, hogy e-mailjeiben fehér felsőbbrendűséggel kapcsolatos irodalmat találtak.

##### 2020 és 2021
Donald Trump első közjogi felelősségre vonása előtt, 2020. január 16-án Harris beszédet mondott a Szenátusban, amelyben elmondta, hogy senki sincs a jog és a törvények fölött, még egy hivatalban lévő elnök se. Harris az elnök eltávolítása mellett szavazott.
Miután megválasztották az Amerikai Egyesült Államok alelnökének, Harris 2021. január 18-án mondott le szenátori pozíciójáról, alelnöki beiktatása előtt. Alelnöki pozíciójával a Szenátus elnöke is lett. Ciklusát Alex Padilla, Kalifornia első latino szenátora fejezte be.

### 2019–2020: A 2020-as elnökválasztás
Sikertelenül indult a 2020-as előválasztáson a demokrata elnökjelöltségéért folytatott versenyben. Sokáig az egyik legesélyesebbnek tartották, de 2019 decemberében visszalépett a versenytől, pénzügyi okokból. 2020 márciusában bejelentette, hogy Joe Bident fogja támogatni.

#### Alelnöki kampány
2020 februárjában Joe Biden könnyűszerrel megnyerte a demokrata előválasztást Dél-Karolinában, márciusban megígérte, hogy alelnökjelöltje nő lesz. 2020. április 17-én Harris azt mondta, hogy szívesen fogadná az alelnöki jelölést. George Floyd meggyilkolása után egyre nagyobb lett a nyomás Bidenen, hogy afroamerikai alelnököt válasszon, kiemelve Harris ügyészi múltját. Június 12-én a The New York Times cikke szerint Harris volt az egyetlen afroamerikai nő, akinek megvolt a politikai tapasztalata a pozícióhoz. Harris mellett Elizabeth Warren, Val Demings és Keisha Lance Bottoms jött még szóba.
2020. augusztus 11-én Joe Biden bejelentette, hogy Harrist javasolja az alelnökjelöltségre, így győzelme után a 2020-as amerikai elnökválasztáson Harris lett a megválasztott alelnök. Személyében első ízben lett színesbőrű nő a két nagy párt egyikének alelnökjelöltje.

### 2021–2025: Az Amerikai Egyesült Államok alelnöke
Miután Joe Biden megnyerte a 2020-as elnökválasztást, Harris 2021. január 21-én lépett hivatalba az Amerikai Egyesült Államok alelnökeként. Az első női alelnök, valamint az első afroamerikai és az első indiai-amerikai származású alelnök lett. Charles Curtis (1929–1933) óta az első színesbőrű alelnök. Curtis és Barack Obama után a harmadik személy lett, aki elérte a legmagasabb pozíciók egyikét, és nincsenek európai felmenői.

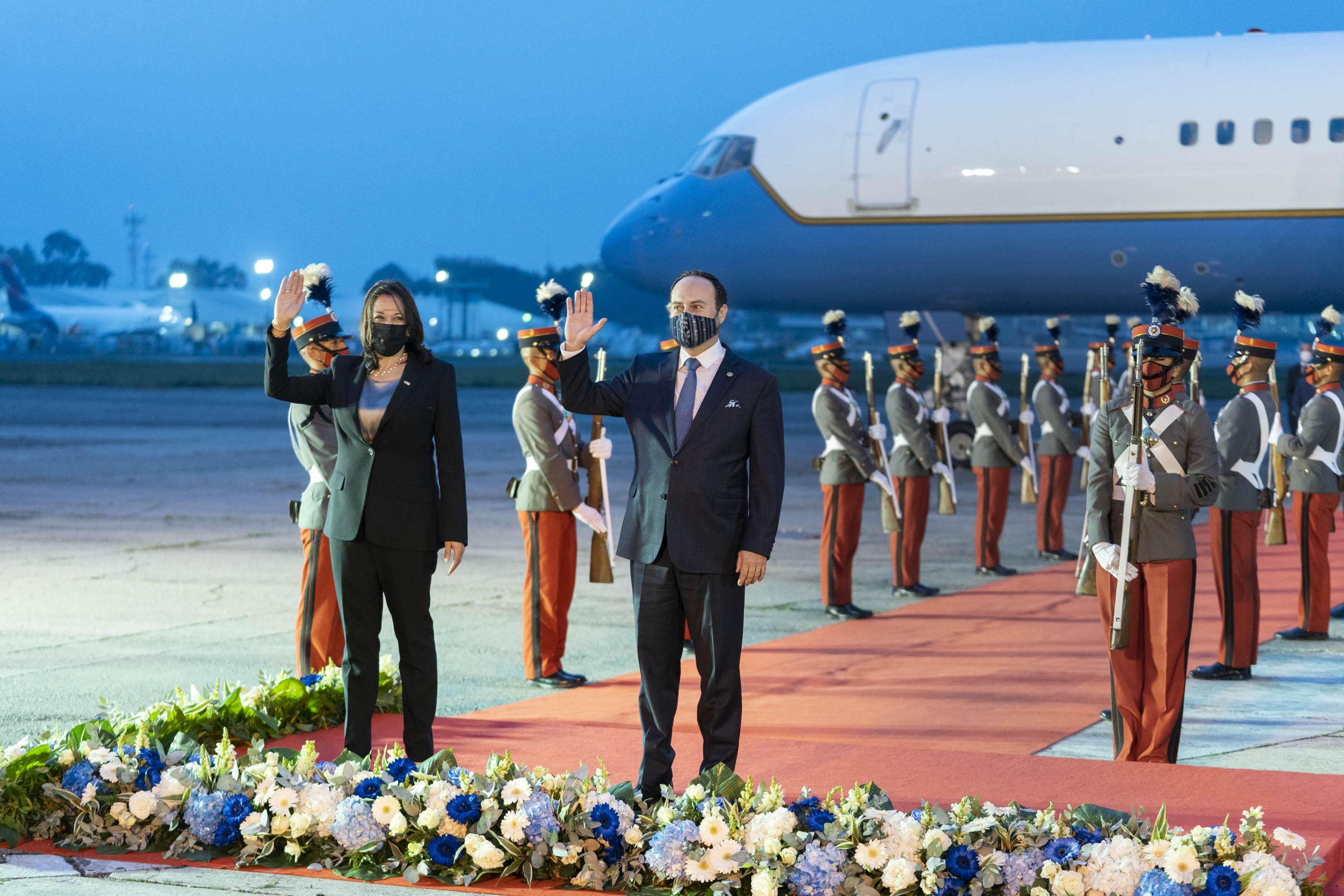
Harris Guatemalába való érkezésekor

Harris szenátori pozíciójáról 2021. január 18-án mondott le, két nappal beiktatása előtt. Első lépése alelnökként utódja, Alex Padilla beiktatása volt a Szenátusba, Raphael Warnock és Jon Ossoff mellett.
Harris első döntő szavazatait 2021. február 5-én adta le. Februárban és márciusban az ő szavazatainak köszönhetően szavazta meg a Szenátus az American Rescue Plan Act of 2021-t, amelyet egy republikánus se támogatott.
Harris 2021 júniusában tette meg első nemzetközi alelnöki útját, Guatemalába és Mexikóba, hogy a Közép-Amerikából történő, egyre növekvő migráció problémáját próbálta megállítani. Látogatása során tartott egy sajtótájékoztatót Alejandro Giammattei guatemalai elnökkel, amikor azt nyilatkozta, hogy „Szeretném tisztázni a térségben élő emberek számára, akik azon gondolkodnak, hogy megteszik ezt a veszélyes utat az Egyesült Államok és Mexikó határára: Ne jöjjenek. Ne jöjjenek.”

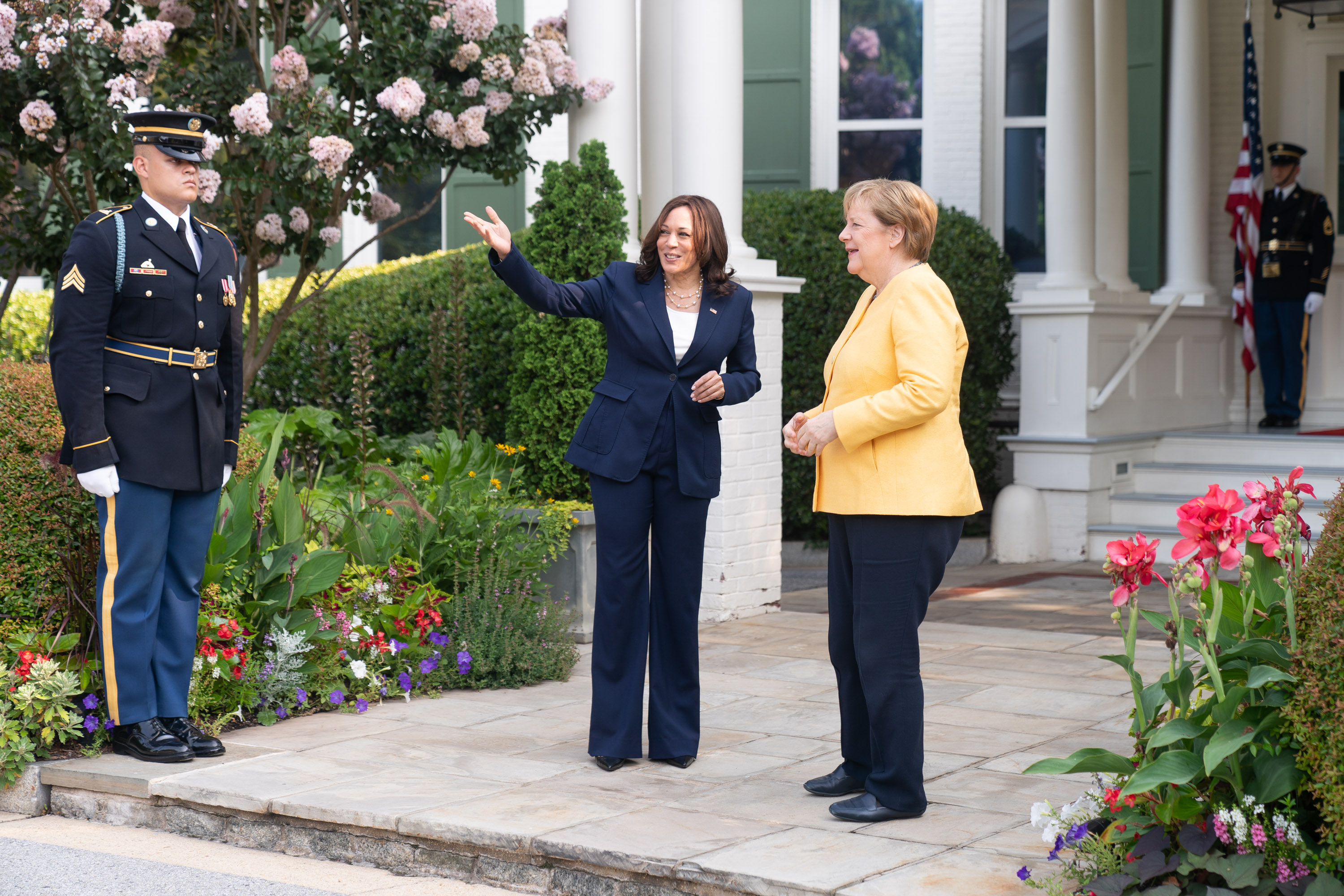
Harris és Angela Merkel német kancellár

2021. november 19-én 85 percig megbízott elnök volt, amíg Biden béltükrözésen esett át, így el kellett altatni. Ő volt az első női és mindössze a harmadik megbízott elnök, aki a huszonötödik alkotmánymódosításnak köszönhetően egy ideig az ország vezetője lett.

### 2024-es elnökválasztás és az azt követő évek
2024. július 21-én Joe Biden bejelentette, hogy nem fogja elfogadni a demokrata jelölést a 2024-es választásra, Harrist jelölve meg utódjaként. Ha megválasztják, az első nő és ázsiai-amerikai lehetne, aki az ország elnöke. Július 22-re már a párt feltételezett jelöltje lett, miután Biden, Dean Phillips és Jason Palmer delegáltjainak többsége elkötelezte magát mellette a 2024-es Demokrata Nemzeti Gyűlés előtt. A választást ellenfele, Donald Trump nyerte.
Alelnöksége befejezte után Harris és férje visszaköltözött Kaliforniába. Több magazin, mint a The New York Times és a Politico szerint is, Harris gondolkozott azon, hogy újra indul a 2028-as választáson, bár 2024-es veresége hátrányba helyezte volna. A USA Today információ szerint Harris eredetileg 2028-ban tervezett volna indulni, mielőtt Biden visszalépett. Ezek mellett szóba esett az is, hogy Harris 2026-ban elindul Kalifornia kormányzóságáért vagy teljesen visszavonul a politikától. 2025 júliusa végén bejelentette, hogy nem indul a kormányzóságért, és a közeljövőben nem választott tisztviselőként tervezi folytatni pályafutását.

## Magánélete
Harris egy közös barátjukon keresztül ismerte meg férjét, Douglas Emhoffot 2013-ban. Emhoff szórakoztatóipari ügyvéd. 2014. augusztus 22-én házasodtak össze Santa Barbarában. Emhoff előző házasságából (Kerstin Emhoff-fal) született két gyermekének mostohaanyja. 2019 augusztusában Harris és férje nagyjából 5,8 millió dolláros vagyonnal rendelkezett.
Testvére, Maya, az MSNBC politikai szakértője. Unokahúga, Meena, az Uber korábbi stratégiai igazgatója, míg sógora, Tony West, a cég korábbi tanácsadója volt.

## Magyar vonatkozások
Orbán Viktort diktátornak nevezte.

## Választási eredmények

### San Franciscó-i főügyészválasztás
A főügyészválasztások pártatlanok, a jelöltek függetlenként indulnak,
| Jelölt                        | Szavazatszám | %     |
| ----------------------------- | ------------ | ----- |
| Terence Hallinan (hivatalban) | 70 580       | 35,9  |
| Kamala Harris                 | 66 248       | 33,7  |
| Bill Fazio                    | 59 834       | 30,4  |
| Összesen                      | 196 662      | 100,0 |

| Jelölt                        | Szavazatszám | %     |
| ----------------------------- | ------------ | ----- |
| Kamala Harris                 | 137 111      | 56,5  |
| Terence Hallinan (hivatalban) | 105 617      | 43,5  |
| Összesen                      | 242 728      | 100,0 |

| Jelölt                     | Szavazatszám | %     |
| -------------------------- | ------------ | ----- |
| Kamala Harris (hivatalban) | 114 561      | 98,5  |
| Beírásos szavazatok        | 1744         | 1,5   |
| Összesen                   | 116 305      | 100,0 |

### Kaliforniai legfőbb ügyész-választás
| Párt     | Jelölt           | Szavazatszám | %     |
| -------- | ---------------- | ------------ | ----- |
|          | Kamala Harris    | 762 995      | 33,6  |
|          | Alberto Torrico  | 354 792      | 15,6  |
|          | Chris Kelly      | 350 757      | 15,5  |
|          | Ted Lieu         | 237 618      | 10,5  |
|          | Pedro Nava       | 222 941      | 9,7   |
|          | Rocky Delgadillo | 219 494      | 9,6   |
|          | Mike Schmier     | 127 291      | 5,5   |
| Összesen | Összesen         | 2 275 888    | 100,0 |

| Párt     | Jelölt              | Szavazatszám | %      | ±%     |
| -------- | ------------------- | ------------ | ------ | ------ |
|          | Kamala Harris       | 4 442 781    | 46,1%  | −10,2% |
|          | Steve Cooley        | 4 368 624    | 45,3%  | +7,2%  |
|          | Peter Allen         | 258 879      | 2,7%   | +0,4%  |
|          | Timothy J. Hannan   | 246 583      | 2,6%   | +0,5%  |
| FÜGG     | Diane Beall Templin | 169 993      | 1.,8%  | N/A    |
|          | Robert J. Evans     | 160 416      | 1,7%   | +0,5%  |
| Összesen | Összesen            | 9 647 276    | 100,0% |        |

| Párt     | Jelölt                     | Szavazatszám | %     |
| -------- | -------------------------- | ------------ | ----- |
|          | Kamala Harris (hivatalban) | 2 177 480    | 53,2  |
|          | Ronald Gold                | 504 091      | 12,3  |
|          | Phil Wyman                 | 479 468      | 11,7  |
|          | David King                 | 368 190      | 9,0   |
|          | John Haggerty              | 336 433      | 8,2   |
| FÜGG     | Orly Taitz                 | 130 451      | 3,2   |
|          | Jonathan Jaech             | 99 056       | 2,4   |
| Összesen | Összesen                   | 4 095 169    | 100,0 |

| Párt     | Jelölt                     | Szavazatszám | %      | ±%    |
| -------- | -------------------------- | ------------ | ------ | ----- |
|          | Kamala Harris (hivatalban) | 4 102 649    | 57,5   | +11,4 |
|          | Ronald Gold                | 3 033 476    | 42,5   | –2,8  |
| Összesen | Összesen                   | 7 136 125    | 100,0% |       |

### Kaliforniai szenátorválasztás
| Párt     | Jelölt                      | Szavazatszám | %      |
| -------- | --------------------------- | ------------ | ------ |
|          | Kamala Harris               | 3 000 689    | 39,9%  |
|          | Loretta Sanchez             | 1 416 203    | 18,9%  |
|          | Duf Sundheim                | 584 251      | 7,8%   |
|          | Phil Wyman                  | 352 821      | 4,7%   |
|          | Tom Del Beccaro             | 323 614      | 4,3%   |
|          | Greg Conlon                 | 230 944      | 3,1%   |
|          | Steve Stokes                | 168 805      | 2,2%   |
|          | George C. Yang              | 112 055      | 1,5%   |
|          | Karen Roseberry             | 110 557      | 1,5%   |
|          | Gail K. Lightfoot           | 99 761       | 1,3%   |
|          | Massie Munroe               | 98 150       | 1,3%   |
|          | Pamela Elizondo             | 95 677       | 1,3%   |
|          | Tom Palzer                  | 93 263       | 1,2%   |
|          | Ron Unz                     | 92 325       | 1,2%   |
|          | Don Krampe                  | 69 635       | 0,9%   |
| FÜGG     | Eleanor García              | 65 084       | 0,9%   |
|          | Jarrell Williamson          | 64 120       | 0,9%   |
|          | Von Hougo                   | 63 609       | 0,8%   |
|          | President Cristina Grappo   | 63 330       | 0,8%   |
| FÜGG     | Jerry J. Laws               | 53 023       | 0,7%   |
|          | Mark Matthew Herd           | 41 344       | 0,6%   |
|          | John Thompson Parker        | 35 998       | 0,5%   |
| FÜGG     | Ling Ling Shi               | 35 196       | 0,5%   |
|          | Herbert G. Peters           | 32 638       | 0,4%   |
|          | Emory Peretz Rodgers        | 31 485       | 0,4%   |
| FÜGG     | Mike Beitiks                | 31 450       | 0,4%   |
| FÜGG     | Clive Grey                  | 29 418       | 0,4%   |
| FÜGG     | Jason Hanania               | 27 715       | 0,4%   |
| FÜGG     | Paul Merritt                | 24 031       | 0,3%   |
| FÜGG     | Jason Kraus                 | 19 318       | 0,3%   |
| FÜGG     | Don J. Grundmann            | 15 317       | 0,2%   |
| FÜGG     | Scott A. Vineberg           | 11 843       | 0,2%   |
| FÜGG     | Tim Gildersleeve            | 9798         | 0,1%   |
| FÜGG     | Gar Myers                   | 8726         | 0,1%   |
|          | Billy Falling (beírásos)    | 87           | 0,0%   |
| FÜGG     | Ric M. Llewellyn (beírásos) | 32           | 0,0%   |
|          | Alexis Stuart (beírásos)    | 10           | 0,0%   |
| Összesen | Összesen                    | 7 512 322    | 100,0% |

| Párt     | Jelölt          | Szavazatszám | %      |
| -------- | --------------- | ------------ | ------ |
|          | Kamala Harris   | 7 542 753    | 61,6%  |
|          | Loretta Sanchez | 4 701 417    | 38,4%  |
| Összesen | Összesen        | 12 244 170   | 100,0% |

### Elnökválasztások

#### 2020
| Jelölt        | Jelölt        | %      |
| ------------- | ------------- | ------ |
| Kamala Harris | Kamala Harris | 100,00 |
| Összesen      | Összesen      | 100,00 |

| Elnökjelölt               | Párt                   | Állam                  | Eredmény               | Eredmény               | Elektorok | Alelnökjelölt           | Alelnökjelölt | Alelnökjelölt |
| Elnökjelölt               | Párt                   | Állam                  | Szavazatszám           | %                      | Elektorok | Név                     | Állam         | Elektorok     |
| ------------------------- | ---------------------- | ---------------------- | ---------------------- | ---------------------- | --------- | ----------------------- | ------------- | ------------- |
| Joe Biden                 |                        | Delaware               | 81 283 501             | 51,31%                 | 306       | Kamala Harris           | Kalifornia    | 306           |
| Donald Trump (hivatalban) |                        | Florida                | 74 223 975             | 46,85%                 | 232       | Mike Pence (hivatalban) | Indiana       | 232           |
| Jo Jorgensen              |                        | Dél-Karolina           | 1 865 535              | 1,18%                  | 0         | Spike Cohen             | Dél-Karolina  | 0             |
| Howie Hawkins             |                        | New York               | 407 068                | 0,26%                  | 0         | Angela Nicole Walker    | Dél-Karolina  | 0             |
| Egyéb                     | Egyéb                  | Egyéb                  | 649 552                | 0.,41%                 | —         | Egyéb                   | Egyéb         | —             |
| Összesen                  | Összesen               | Összesen               | 158 429 631            | 100%                   | 538       |                         |               | 538           |
| Győzelemhez szükséges:    | Győzelemhez szükséges: | Győzelemhez szükséges: | Győzelemhez szükséges: | Győzelemhez szükséges: | 270       |                         |               | 270           |

#### 2024
| Jelölt        | Jelölt        | Delegáltak | %      |
| ------------- | ------------- | ---------- | ------ |
| Kamala Harris | Kamala Harris | 4567       | 97,21  |
| Nem szavazott | Nem szavazott | 131        | 2,79   |
| Összesen      | Összesen      | 4698       | 100,00 |

| Elnökjelölt            | Párt                   | Állam                  | Eredmény               | Eredmény               | Elektorok | Alelnökjelölt   | Alelnökjelölt | Alelnökjelölt |
| Elnökjelölt            | Párt                   | Állam                  | Szavazatszám           | %                      | Elektorok | Név             | Állam         | Elektorok     |
| ---------------------- | ---------------------- | ---------------------- | ---------------------- | ---------------------- | --------- | --------------- | ------------- | ------------- |
| Donald Trump           |                        | Florida                | 77 302 580             | 49.,8%                 | 312       | J. D. Vance     | Ohio          | 312           |
| Kamala Harris          |                        | Kalifornia             | 75 017 613             | 48,3%                  | 226       | Tim Walz        | Minnesota     | 226           |
| Jill Stein             |                        | Massachusetts          | 782 068                | 0,5%                   | 0         | Butch Ware      | Kalifornia    | 0             |
| Robert F. Kennedy Jr.  | FÜGG                   | New York               | 755 018                | 0,5%                   | 0         | Nicole Shanahan | Kalifornia    | 0             |
| Egyéb                  | Egyéb                  | Egyéb                  |                        |                        | —         | Egyéb           | Egyéb         | —             |
| Összesen               | Összesen               | Összesen               |                        | 100%                   | 538       |                 |               | 538           |
| Győzelemhez szükséges: | Győzelemhez szükséges: | Győzelemhez szükséges: | Győzelemhez szükséges: | Győzelemhez szükséges: | 270       |                 |               | 270           |

## Bibliográfia
- Smart on Crime: A Career Prosecutor's Plan to Make Us Safer Chronicle Books. 2009. ISBN 978-0-8118-6528-9
- Superheroes Are Everywhere" Penguin Young Readers Group. 2019. ISBN 978-1-984837-49-3
- The Truths We Hold: An American Journey Diversified Publishing. 2019. ISBN 978-1-984886-22-4

### Magyarul
- Dan Morain: Kamala útja. Egy amerikai élet; ford. Balika Anna; Cor Leonis, Bp., 2021

### Megjegyzés
1. ↑  Az angolszász területeken elterjedt az ún. „meleg pánik védekezés”, amikor az LMBT+ áldozattal szembeni emberölés vagy a testi sértés terheltje, mint felelősséget kizáró vagy enyhítő körülményt hozza fel, hogy elvesztette az önkontrollját, amikor a homoszexuális vagy transzszexuális sértett közeledett felé.